# Mario Sprea
Mario Sprea, all'anagrafe Mario Spreafico (Genova, 15 aprile 1934), è un giornalista, scrittore e editore italiano.
È stato direttore, fra gli altri, di «Grand Hotel» e dell'«Intrepido». Attualmente è direttore editoriale di «Sogno».

## Biografia
Da ragazzo, frequenta una scuola di tipografia e rilegatura, nel collegio Fassicomo di Genova. A sedici anni pubblica il suo primo racconto sul settimanale “Le vostre novelle” e successivamente collabora anche a “Novella” di Rizzoli.
A 25 anni entra nella redazione romana di “Sogno” (Edizioni Novissima, del gruppo Rizzoli) come caporedattore. Ed è questa esperienza che gli fa incontrare il fotoromanzo, a quei tempi genere popolare di grande successo (le riviste concorrenti erano “Grand Hotel” e “Bolero”). Approda alla Lancio come esperto di questo genere di narrativa.
Negli anni ’70 Mario Sprea diventa direttore di Grand Hotel e anche dell’”Intrepido”, del “Monello” e di “Ragazza In”, tutti editi dalla Editrice Universo, dei fratelli Del Duca. Alla Universo diventa anche editore di quattro testate di fotoromanzi: “Cinecolor, “Maxicolor”, “Superstar”, “Katiuscia”.
Nel 1993 diventa editore in proprio con la Casa Editrice Sprea Editori, oggi presieduta dal figlio Luca. Nel 2020 ha riportato in edicola la rivista «Sogno» riproponendo i fotoromanzi della Lancio, alcuni dei quali scritti da lui stesso.

## Opere
- Mario Sprea, Cacciatore di ombre, Cernusco sul Naviglio (MI), Sprea S.p.A., 2015, ASIN: B07MZXV8L8.